# Sálvese quien pueda (docu-reality)
Sálvese quien pueda, (distribuido en los países no hispanohablantes como Fame after fame), es un docu-reality español que se centra en las peripecias de ocho colaboradores del programa Sálvame en Miami y en la Ciudad de México. El formato, producido por La Fábrica de la Tele, se estrenó el 10 de noviembre de 2023 en el servicio de streaming Netflix.

## Historia
Tras el final de Sálvame el 23 de junio de 2023 y de su derivado Deluxe el 14 de julio del mismo año, La Fábrica de la Tele grabó entre el 19 y el 29 de julio un docu-reality en el que Belén Esteban, Lydia Lozano, María Patiño, Kiko Hernández, Kiko Matamoros, Chelo García-Cortés, Terelu Campos y Víctor Sandoval viajarían por Miami y la Ciudad de México para mostrar sus aventuras por ambas ciudades y visitar programas de televisión de un estilo similar al de Sálvame, como ¡Siéntese quien pueda! (Univision), Chismorreo y Vivalavi (ambos de Canal 6). Dicho formato, denominado Sálvese quien pueda y compuesto de seis capítulos de, aproximadamente, 45 minutos de duración, sería emitido a través de la plataforma Netflix, estrenando los tres primeros capítulos el 10 de noviembre de 2023 y los tres restantes, el 1 de febrero de 2024.

## Equipo
- Producción
  - La Fábrica de la Tele
- Dirección y coordinación
  - David Valldeperas

### Protagonistas
| Protagonistas       | Información                               |
| ------------------- | ----------------------------------------- |
| Belén Esteban       | Colaboradora de televisión                |
| Chelo García-Cortés | Periodista y colaboradora de televisión   |
| Kiko Hernández      | Colaborador de televisión y actor         |
| Kiko Matamoros      | Colaborador de televisión y representante |
| Lydia Lozano        | Periodista y colaboradora de televisión   |
| María Patiño        | Presentadora y colaboradora de televisión |
| Terelu Campos       | Presentadora y colaboradora de televisión |
| Víctor Sandoval     | Presentador y colaborador de televisión   |

### Invitados
| Invitados                     | Información                                                         | Episodios     |
| ----------------------------- | ------------------------------------------------------------------- | ------------- |
| Laura Zapata                  | Actriz y hermana de Thalía                                          | Episodio 1    |
| Catalina Mora                 | Colaboradora de televisión y colaboradora de ¡Siéntese quien pueda! | Episodio 1    |
| Carolina Sandoval             | Presentadora de televisión, periodista y locutora                   | Episodio 1    |
| Andrés Hurtado                | Presentador de televisión, empresario y productor                   | Episodio 1    |
| Javier Ceriani                | Presentador de televisión                                           | Episodio 1    |
| Carlos Mesber                 | Actor y productor de ¡Siéntese quien pueda!                         | Episodios 1-2 |
| José Montenegro               | Pastor                                                              | Episodio 3    |
| José Luis Rodríguez «El Puma» | Cantante y actor                                                    | Episodio 3    |
| Laura Bozzo                   | Presentadora de televisión                                          | Episodios 4-5 |
| Germán González               | Redactor de Sálvame                                                 | Episodios 4-6 |
| Alejandra Palomera            | Representante de famosos                                            | Episodio 5    |
| Cynthia Klitbo                | Actriz                                                              | Episodio 5    |
| Mark Tacher                   | Actor                                                               | Episodio 5    |
| Luis Caballero «Potro»        | Influencer y chico reality                                          | Episodio 5    |
| Enrique Domínguez             | Director de contenidos de Canal 6                                   | Episodios 5-6 |
| Maestra Resurrección          | Personaje del actor José Luis Guarneros «El Macaco»                 | Episodio 6    |
| Alejandra Bogue               | Actriz, presentadora y vedette                                      | Episodio 6    |

## Episodios
| Temporada | Temporada | Episodios | Episodios            | Fecha de estreno        |
| --------- | --------- | --------- | -------------------- | ----------------------- |
|           | 1         | 6         | 3                    | 10 de noviembre de 2023 |
| 3         | 1         | 6         | 1 de febrero de 2024 |                         |

| N.º | Título                             |
| --- | ---------------------------------- |
| 1 | «Lo pasado pisado»                 |
| Miami recibe al grupo con una mala noticia. Kiko Matamoros pica a Belén por su amistad con Rosalía, mientras que un jurado local saca los colores a los colaboradores. |                                    |
| 2 | «Me vuelvo a España»               |
| Mientras algunos colaboradores amenazan con abandonar, Víctor descubre que su antigua casa de Miami podría estar maldita. Lydia al fin recibe su esperada oportunidad. |                                    |
| 3 | «Qué alegría verte vivo»           |
| Una visita sorprende al grupo, que celebra su última noche en Miami con una fiesta a bordo de un barco. Allí, Terelu se enfrenta a críticas sobre su actitud.          |                                    |
| 4 | «Allá estrellas, aquí estrellados» |
| Laura Bozzo recibe a los colaboradores en México. La cosa se pone tensa en una comida. Una novena persona se suma al grupo en pleno espectáculo de lucha libre.        |                                    |
| 5 | «Cuatro besos me llevé»            |
| Terelu se acuerda de quienes ya no están en su vida durante un ritual indígena. Chelo se enfrenta a María en Xochimilco y luego disfruta de su propia noche de amor.   |                                    |
| 6 | «Llámeme señor Netflix»            |
| Una sorprendente velada de cabaré descoloca por completo a los colaboradores. Luego, todos son convocados a una reunión urgente en las oficinas de Netflix.            |                                    |